# فهرست میراث فرهنگی ناملموس در پرتغال
فهرست میراث ناملموس در پرتغال شامل ۱۰ میراث ناملموس است.
گنجاندن عناصر جدید میراث در فهرست‌های میراث فرهنگی ناملموس توسط کمیته بین‌دولتی برای حفاظت از میراث فرهنگی ناملموس تعیین می‌شود که توسط کنوانسیون تأسیس شده است. این میراث شامل دانش، مهارت‌ها، سنت‌ها، آیین‌ها، زبان‌ها، موسیقی، رقص، هنرهای نمایشی، غذاهای سنتی و دیگر جلوه‌های زنده فرهنگ است. هدف از حفاظت این میراث، حفظ تنوع فرهنگی و هویت‌های بومی در برابر تغییرات جهانی است.
پرتغال کنوانسیون را در ۲۱ مه ۲۰۰۸ تصویب کرد. این کشور اولین عنصر خود را در فهرست نماینده در سال ۲۰۱۱ ثبت کرد.

## فهرست
| نام                                                     | تصویر | سال  | شماره | توضیحات |
| ------------------------------------------------------- | ----- | ---- | ----- | --- |
| فادو، ترانه مردمی شهری پرتغال                           |       | ۲۰۱۱ | 00563 | فادو یک ژانر موسیقی است که می‌توان آن را به دهه ۱۸۲۰ در لیسبون ردیابی کرد، اما احتمالاً ریشه‌های بسیار قدیمی‌تری دارد. |
| آشپزی مدیترانه‌ای +                                      |       | ۲۰۱۳ | 00884 | رژیم غذایی مدیترانه‌ای شامل غذاها و روش‌های آماده‌سازی سنتی است که مردم منطقه مدیترانه از آن استفاده می‌کنند.          |
| Cante Alentejano، آواز چندصدایی از آلنتیژو، جنوب پرتغال |       | ۲۰۱۴ | 01007 | Cante Alentejano یک ژانر موسیقی است که بر اساس موسیقی آوازی بدون سازهای موسیقی از منطقه آلنتیژو استوار است.        |
| صنعتگری مجسمه‌های سفالی استرموش                          |       | ۲۰۱۷ | 01279 | صنایع دستی ساخت مجسمه‌های سفالی در استرموش شامل فرایند تولیدی است که چندین روز طول می‌کشد.                           |
| جشنواره‌های زمستانی، کارناوال پودنس                      |       | ۲۰۱۹ | 01463 | جشنواره کارناوال در پودنس برگزار می‌شود.                                                                            |
| جشنواره‌های اجتماعی در کمپو مایور                        |       | ۲۰۲۱ | 01604 | جشنواره تکرار شونده Festas do Povo شامل تزئین خیابان‌های کمپوی مایور با گل‌های کاغذی و سایر تزئینات است.             |
| بازداری، میراث بشری زنده +                              |       | ۲۰۲۱ | 01708 | |
| هنر سوارکاری در پرتغال                                  |       | ۲۰۲۴ | 02079 | |

## یادداشت
1. ↑  اشتراک با کرواسی، قبرس، یونان، ایتالیا، مراکش و اسپانیا.
2. ↑  اشتراک با اتریش، بلژیک، کرواسی، جمهوری چک، فرانسه، آلمان، مجارستان، ایرلند، ایتالیا، قزاقستان، جمهوری کره، قرقیزستان، مغولستان، مراکش، هلند، پاکستان، لهستان، قطر، عربستان سعودی، اسلواکی، اسپانیا، جمهوری عربی سوریه و امارات متحده عربی.